# Suonno d'ammore
Suonno d'ammore è un film del 1955 diretto da Sergio Corbucci.
È conosciuto anche col titolo tradotto in italiano, Sogno d'amore.

## Trama
Alberto ama Maria, figlia di Arturo, un ricco proprietario di barche, il suo amore è ricambiato dalla ragazza ed ha l'approvazione del padre di lei. Le loro nozze non dovrebbero essere lontane: ma qualcuno è fermamente deciso ad impedire con qualunque mezzo la loro unione.

## Produzione
Il film, a carattere musicale, rientra nel filone dei melodrammi sentimentali, comunemente detto strappalacrime, allora in voga tra il pubblico italiano, in seguito ribattezzato dalla critica con il termine neorealismo d'appendice.

## Distribuzione
Il film venne distribuito nel circuito cinematografico italiano il 24 giugno del 1955.